# محوطه مهره جور
محوطه مهره جور مربوط به سده‌های اولیه دوران‌های تاریخی پس از اسلام است و در شهرستان ایذه، بخش مرکزی، دهستان پیان، جنوب روستای شره واقع شده و این اثر در تاریخ ۲۶ اسفند ۱۳۸۷ با شمارهٔ ثبت ۲۵۹۷۸ به‌عنوان یکی از آثار ملی ایران به ثبت رسیده است.